# Municipio de Franklin (condado de Linn)
El municipio de Franklin (en inglés: Franklin Township) es un municipio ubicado en el condado de Linn en el estado estadounidense de Iowa. En el año 2010 tenía una población de 7330 habitantes y una densidad poblacional de 78,72 personas por km².

## Geografía
El municipio de Franklin se encuentra ubicado en las coordenadas 41°54′21″N 91°25′3″O / 41.90583, -91.41750. Según la Oficina del Censo de los Estados Unidos, el municipio tiene una superficie total de 93.11 km², de la cual 91,92 km² corresponden a tierra firme y (1,28 %) 1,19 km² es agua.

## Demografía
Según el censo de 2010, había 7330 personas residiendo en el municipio de Franklin. La densidad de población era de 78,72 hab./km². De los 7330 habitantes, el municipio de Franklin estaba compuesto por el 96,06 % blancos, el 0,75 % eran afroamericanos, el 0,2 % eran amerindios, el 1,06 % eran asiáticos, el 0,42 % eran de otras razas y el 1,5 % eran de una mezcla de razas. Del total de la población el 1,57 % eran hispanos o latinos de cualquier raza.